# لي وين ليانغ
لي وينليانغ (بالصينية: 李文亮)‏ (12 أكتوبر 1986 - 7 فبراير 2020) طبيب عيونٍ صيني يعمل في مستشفى ووهان المركزي، وهو أولُ شخصٍ يُحذر عامةَ الناس من خطر احتمالية تفشي ڤيروس يشبه ڤيروس كورونا 2 المرتبطَ بالمتلازمة التنفسية الحادة الشديدة (سارس) الذي سبّب مرضَ (كوفيد-19) في 30 ديسمبر 2019. لُقّب (لي وينليانغ) بالجرَّاس عندما انتشرتْ تحذيراته عبر وسائل التواصل الاجتماعي - خاصةً - وي تشات في الصين.
وفي 3 يناير 2020، استدعته شرطةُ ووهان وطلبت منه أن يتوقف عن نشر معلوماتٍ خاطئةٍ عن المرض عبر الإنترنت. عاد لي إلى عمله وبقي فيه حتى أُصيب بالفيروس من مريضٍ مُصابٍ به؛ فتوفي بسبب العدوى في 7 فبراير 2020.

## الحياة والعمل

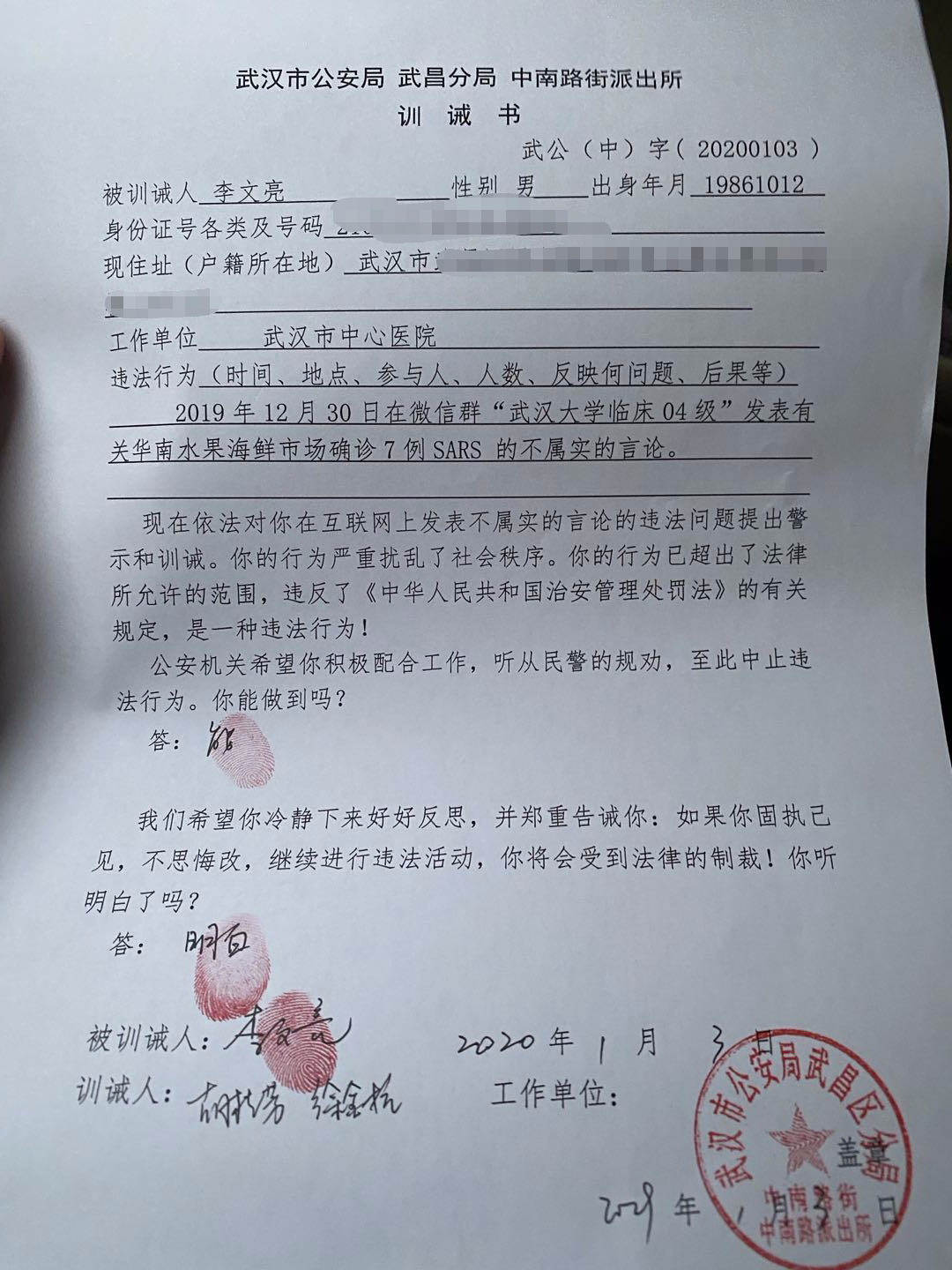
مذكرة من الشرطة الصينية تأمر الطبيب (لي) بالتوقف عن نشر الشائعات حول فيروس جديد والذي أودى بحياة العديد من الأشخاص

ولد (لي وينليانغ) في 12 أكتوبر 1986 في بيجين، لياونينغ في الصين. بدأ في عام 2004 بدراسة الطب في جامعة ووهان لمدة سبع سنواتٍ، وحصل على درجة الماجستير في الطب. بعد التخرج، عمل في شيامن لمدة ثلاث سنواتٍ. عاد إلى ووهان في عام 2014 للعمل طبيبًا للعيون في مستشفى ووهان المركزي.
في 30 كانون الأول (ديسمبر) 2019، شاهد لي تقريرًا لمريضٍ أظهرَ نتيجةً إيجابية مع ارتفاع مستوى الموثوقية في اختبارات فيروس كورونا المرتبط بالمتلازمة التنفسية الحادة الوخيمة (فيروس كورونا السارس). في الساعة 17:43، قال في مجموعة وي تشات لزملائه في كلية الطب، بأنهُ كان هناك 7 حالاتٍ مؤكدةٍ للسارس في سوق ووهان للمأكولات البحرية. كما نشر التقريرُ ونتائجُ التصويرَ المقطعي المحوسب للمريض. في الساعة 18:42، أضاف قائلًا بأنَّ آخر الأخبار هي أنه تم التأكد من إصابتهم بفيروس كورونا، ولكن الفيروس نفسه يجب أن يكون فرعيًا، كما شرح أيضًا ما هو فيروس كورونا في الرسالة.
بعد نشر لقطات الشاشة لرسالة وي تشات الخاصة به على الإنترنت، جاء إليه المشرفون الطبيون في المستشفى للحديث معه. في 3 كانون الثاني (يناير) 2020، قام مركز شرطة شارع غنانان التابع لمكتب ووهان للأمن العام فرع ووتشانغ، بتوبيخ الطبيب لي لنشره تعليقاتٍ خاطئةٍ على الإنترنت، وجعلوه يُوقّعُ على ورقةٍ بأنه لن يقوم بذلك مرةً أُخرى.
في 8 كانون الثاني (يناير)، أصيب لي بفيروس كورونا عندما فحص مريضًا مُصابًا في المستشفى، كان قد أصيب بحمى وسعالٍ في 10 كانون الثاني (يناير)، وسرعان ما أصبحتْ شديدةً. في 12 كانون الثاني (يناير)، نُقل إلى العناية المركزة؛ حيث وُضعَ في الحجر الصحي مع محاولة علاجه. بسبب نقصٍ في موادِّ اختبار ڤيروس كورونا المستجد، لم يتمَّ إجراءُ تشخيصٍ نهائيٍ للعدوى حتى 1 فبراير. كما أُصيب العديدُ من زملائه بالڤيروس.
أثناء نقله إلى المستشفى، نشر رسالةً عبر الإنترنت يتعهد فيها بالعودة إلى المستشفى بعد شفائه، وأن يُساعد المُصابين بالڤيروس.

## ردود الفعل
سُلطت الأضواءُ على لي وينليانغ من الجمهور الصيني ووسائلِ الإعلام باعتباره واحدًا من ثمانية «مروجي شائعات» حذرتهم شرطةُ ووهان. ومع ذلك، ووفقًا لبعض وسائل الإعلام، استدعت شرطة ووهان ثمانية «مروجي شائعات» في 1 يناير، وفي في 3 يناير حُذر لي وينليانغ وشيه لينكا (طبيب من مستشفى ووهان الاتحادي)، مما يعني أن الشخصين قد لا يكونان ضمن مروجي الشائعات الثمانية.
قالت المحكمة الشعبية العليا في الصين: إنه عند النظر للوراء، لا ينبغي معاقبةُ مواطني ووهان الثمانية لأن ما قالوه ليس خاطئًا تماماً 
ذَكر حساب وسائل التواصل الاجتماعي الخاص بالمحكمة العليا في 4 شباط (فبراير) بأنهُ ربما كان من حسن الحظ لو صدّق الجمهورُ الشائعاتِ - آنذاك - وبدؤوا بارتداء الأقنعة وتنفيذ إجراءات التعقيم، وتجنب سوق الحيوانات البرية.
أَخبر لي موقع كاشين (Caixin) أنه كان قلقًا من أن المستشفى سوف يُعاقبه على نشر الشائعات لكنه شعر بالارتياح بعد أن انتقدت المحكمةُ العليا الشرطةَ علنًا. قال لي: إنه يعتقدُ أنه ينبغي أن يكون هناك أكثرُ من صوتٍ واحدٍ في المجتمع الصحي، وأنا لا أوافق على استخدام القوة العامة للتدخل المفرط.

## الوفاة

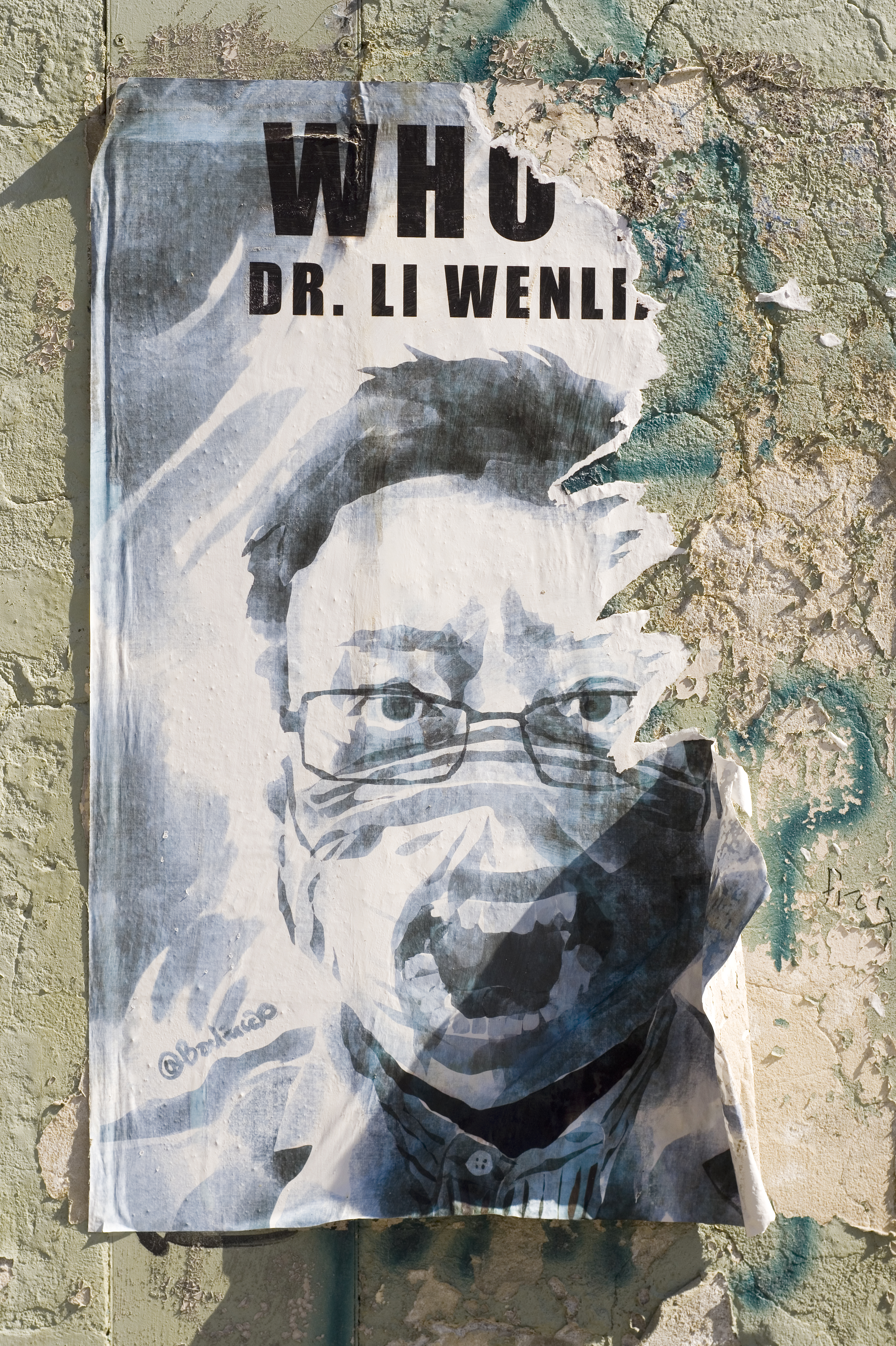
صورة تالفة جزئيًا للدكتور لي وينليانغ على ملصق الحائط.

في 6 شباط (فبراير)، ذكرت وسائل الإعلام الحكومية الصينية أن لي وينليانغ تُوفي عن عمر يُناهز 33 عامًا. ولكن سرعان ما أصدرتْ مستشفى ووهان المركزي بيانًا يتعارض مع تقارير وفاته: في عمليةِ مكافحة فيروس كورونا، - للأسف - أُصيب طبيبُ العيون من المستشفى لي وينليانغ. إنه الآن في حالة حرجةٍ ونحن الآن نبذل قصارى جهدنا لإنقاذه". حسب تشاينا نيوزويك (بالصينية: 中國新聞周刊) فإنه قد توقف نبض قلبه في الساعة 21:30، واستخدمت الأكسجة الغشائية خارج الجسم (ECMO) لإبقائه حيًا. في النهاية لم تنجح الجهود المبذولة، وأعلن المستشفى لاحقًا أن لي وينليانغ توفي في الساعة 2:58 صباحًا يوم 7 فبراير 2020. في فترة التخبط الإخباري، وفي الساعة 1:49 صباحًا، كان هناك أكثر من 17 مليون شخصٍ يشاهدون البثَّ المباشر للحصول على تحديثاتٍ حول حالة الطبيب لي. حُرقت جثة لي قبل أن يتمكن والديه من رؤيته للمرة الأخيرة.

### ردود الفعل حول وفاته
نشرت منظمة الصحة العالمية على تويتر تُعرب عن حُزنها للغاية لوفاة الطبيب لي وينليانغ، كما أعربت عن الحاجة للاحتفال بالجهود التي قام بها حول فيروس كورونا المستجد. حُذفت التغريدة الأصلية بعد ساعاتٍ قليلةٍ من نشرها.
أثارت وفاة الطبيب لي حُزنًا وغضبًا كبيرًا على وسائل التواصل الاجتماعي، وامتدت لتصبح مطالبةً بحرية التعبير، وذلك على الرغم من أن المراقبين سرعان ما منعوا معظم التعليقات والهاشتاجات. بدأت هيئة مكافحة الفساد في الصين تحقيقًا في القضايا المتعلقة بالطبيب لي.
وَضع مواطنو ووهان الزهور وشغلوا صفاراتٍ في مستشفى ووهان المركزي، وهو المكان الذي عمل فيه الطبيب لي وتوفي فيه، وذلك تكريمًا له. على الإنترنت، أطلق أشخاصٌ نشاطًا تحت عنوان (I blew a whistle for Wuhan tonight)، حيث أبقى الجميع أنوار منازلهم مغلقةً لمدة 5 دقائق ثم عملت صفاراتٌ وموجاتٌ خارج النوافذ لمدة 5 دقائق حدادًا على الطبيب لي.
أظهر شريط فيديو نشر على ويبو (Weibo) أن شخصًا ما كتب 5 أحرفٍ، تدلُ على الحداد على الطبيب لي (to mourn Li Wenliang)، وكان ذلك في أرض مغطاةٍ بالثلوج على نهر تونغهوي في بكين، مع وجود شخصٍ مستلقٍ بعد الحرف الأخير ليُمثل علامةَ تعجبٍ على العبارة. كتب أحد مستخدمي ويبو (Weibo) بأنَّ هذه هي الطريقةُ التي يجب أن تُستخدم بها علامةُ التعجب. علق مستخدمٌ آخر قائلًا: بأنهُ يريد أيضًا أن يستلقي مثل علامة التعجب، ولكن مع قطرةٍ من الدموع. كتب آخرون، بأنَّ بعض الناس يستخدمون الثلج لإخفاء شيءٍ ما، بينما يَستخدم البعضُ الثلجَ للتصفيق. بينما تساءل آخرون، بأنه هل سيُنسى الطبيب لي، كما يحصل بعد ذوبان الثلج.

## العائلة
الطبيب لي متزوجٌ ولديه طفلٌ واحد. كانت زوجته حاملًا بطفلها الثاني عندما توفي لي. عندما بدأت تظهر عليه الأعراض، حجز لي غرفةً في فندقٍ لتجنب إصابة عائلته وذلك قبل دخوله المستشفى في 12 كانون الثاني (يناير). ولكن على الرغم من هذا، إلا أنَّ والديه مُصابين بفيروس كورونا. اسمُ والده هو لي شويينغ.

## وصلات خارجية
- صفحة لي وينليانغ على سينا ويبو